# Zhang Haipeng

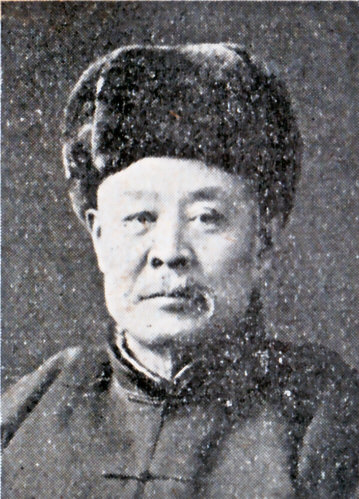
Zhang Haipeng, 1928 oder früher.

Zhang Haipeng (chinesisch 張海鵬 / 张海鹏, Pinyin Zhāng Hǎipéng, W.-G. Chang Hai-p'eng; * 1867 in Gaizhou, Chinesisches Kaiserreich; † 1949 in Peking, Volksrepublik China), auch Chang Hai-p’eng, war ein General der Nordostarmee der chinesischen Fengtian-Clique und später der Armee des japanischen Marionettenstaats Mandschukuo.

## Leben
Während des Ersten Japanisch-Chinesischen Krieges schloss sich Zhang einer Kavalleriemiliz der Honghuzi unter dem Kommando des mandschurischen Warlords Feng Delin an. Zehn Jahre später, während des Russisch-Japanischen Krieges, wurden diese Milizen von der japanischen Armee als Söldner angeworben. Nach dem Krieg studierte Zhang an der vom General Zhao Erxun aufgebauten Nordöstlichen Militärakademie. Nach der Xinhai-Revolution schloss er sich den Kräften der Republik China an und erhielt das Kommando über ein Infanterieregiment. Im Jahr 1917 unterstützte er jedoch den Versuch von Zhang Xun, eine Restauration der Qing-Herrschaft durchzusetzen, welcher scheiterte. Im Anschluss an diesen Vorfall schloss er sich den Streitkräften des mandschurischen Warlords Zhang Zuolin an. Im Jahr 1922 kämpfte er im Ersten Zhili-Fengtian-Krieg und ein Jahr später wurde er Kommissar bei der Ostchinesischen Eisenbahn. Anfang 1931 waren Truppen unter seinem Kommando an der Niederschlagung des Aufstands Gada Meirens beteiligt.
Anfang Oktober 1931, kurz nach dem Mukden-Zwischenfall, übernahm Zhang, welcher sich gerade in Taonan, im Nordwesten der Provinz Fengtian aufhielt und dort die 2. provinzielle Verteidigungsbrigade kommandierte, das Kommando über die örtlichen Streitkräfte und erklärte seinen Distrikt als von China unabhängig. Dieser Unabhängigkeitserklärung war eine große Lieferung militärischer Nachschubgüter durch die japanische Armee vorausgegangen. Im Anschluss hieran führte er seine Soldaten nach Norden und griff die Streitkräfte Ma Zhanshans, des gerade neu ernannten Gouverneurs der Provinz Heilongjiang, an. An einer Brücke über den Fluss Nen Jiang kam es zu einem Gefecht zwischen den Truppen der beiden Generäle, in deren Verlauf Mas Truppen die Brücke sprengten. Aufgrund der feindlichen Übermacht war Zhang gezwungen sich vorerst zurückzuziehen.
Nach der Proklamation des Staates Mandschukuo im März 1932 wurde Zhang ein General in der mandschurischen Armee und kommandierte dort die Taoliao-Armee. Mit dieser nahm er unter anderem an der Befriedung von Mandschukuo und der japanischen Operation Nekka teil. Nach dieser wurde er Befehlshaber der neu formierten Rehe-Gardearmee, welche 1934 in die 5. Regionalarmee Chengde umgruppiert wurde. Von März 1933 bis zum November 1934 war Zhang darüber hinaus auch Gouverneur der Provinz Rehe. 1936 wurde er zum vollwertigen General der mandschurischen Armee befördert. 1941 wurde er in den Ruhestand entlassen.
Nach dem Zusammenbruch Mandschukuos im August 1945 versteckte Zhang sich zunächst in Tianjin, wurde dort jedoch 1949 entdeckt, nach Peking gebracht und aufgrund von Hochverrat zum Tode verurteilt und hingerichtet.